# 湾仔站 (珠海)
湾仔站是珠机城际铁路未启用的地下车站，位於珠海市香洲区湾仔街道南湾南路银坑村。
湾仔站为地下两层岛式车站，沿南湾路布置，设有3个出入口和1个紧急疏散口。
湾仔站虽已建成，但未随珠机城际一期于2020年8月18日开通。现时所有列车不停车通过本站。